# Långstarr
Långstarr (Carex divulsa ssp. leersii) är en flerårig gräslik växt inom släktet starrar och familjen halvgräs. Långstarr växer tuvad, med smala styva strån och bruna basala slidor. De klargröna till grågröna bladen blir från tre till fyra mm bred och snärpets vidfästningslinje bildar en låg båge. axsamlingen blir från tre till åtta cm och innehåller fyra till åtta ax, med nedre ledstycken längre än en cm. De nedre axen är kortskaftade. De ljust gula eller blekbruna axfjällen blir från tre till fem mm, med en grön mittnerv och täcker ljusbruna fruktgömmen som blir från 4,5 till 5 mm. Långstarr blir från 25 till 80 cm hög och blommar från maj till juli.

## Utbredning
Långstarr är ganska sällsynt i Norden men kan återfinnas på torr, kalkhaltig mark nära kusten, såsom lövskogar, snår, lövbryn, vägrenar och banvallar. Dess utbredning i Norden sträcker sig till Sveriges syd- och östkust, Gotland, Öland, Bornholm, Norges sydspets och områden i södra Danmark.
- Referens: Den nya nordiska floran ISBN 91-46-17584-9